# Bardaskan
Bardaskan – miasto w Iranie, w ostanie Chorasan-e Razawi, ośrodek administracyjny szahrestanu. W 2006 roku liczyło 22 211 mieszkańców.